# Boston Marathon 2006

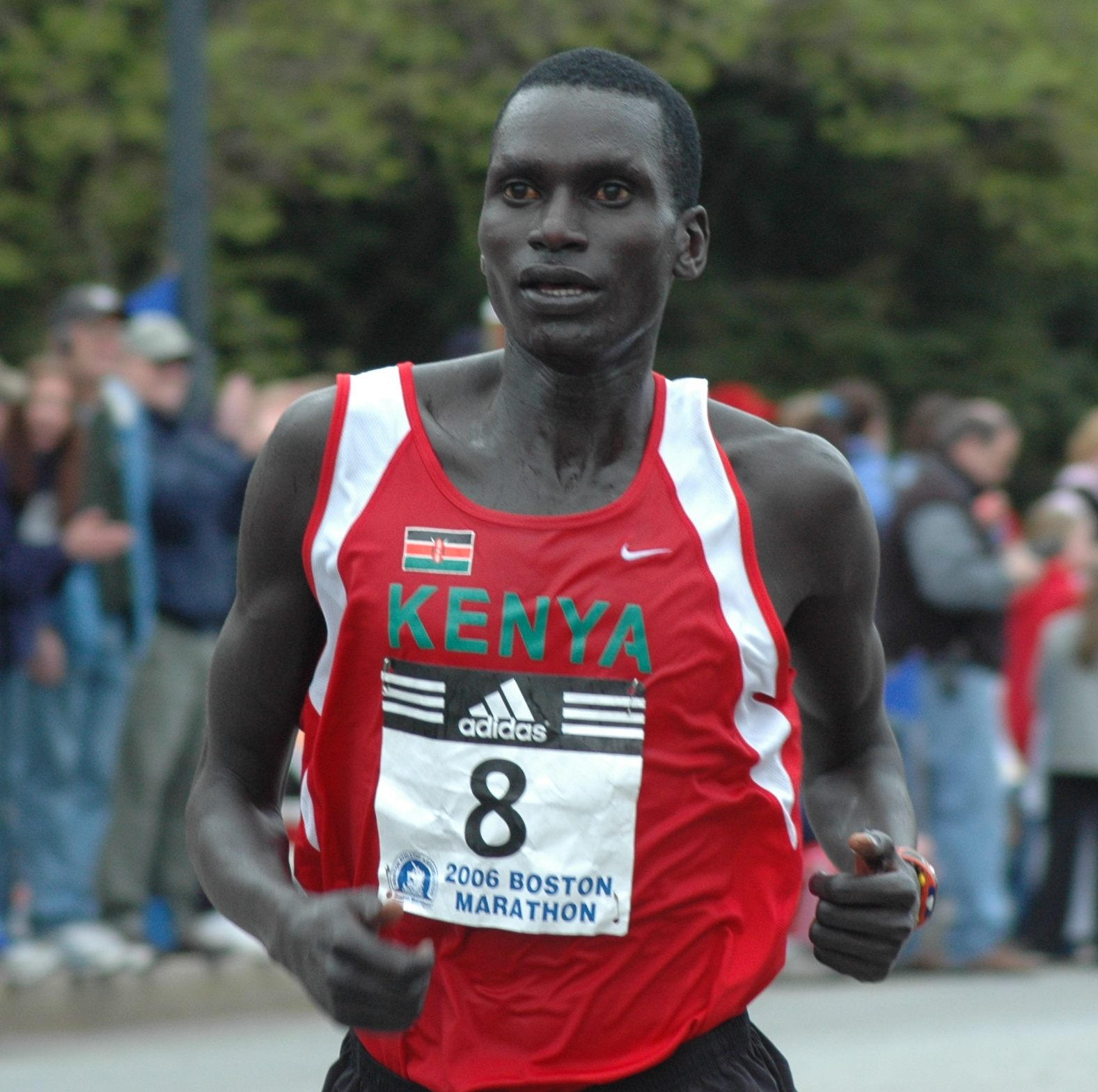
Cheruiyot op weg naar zijn eindoverwinning.

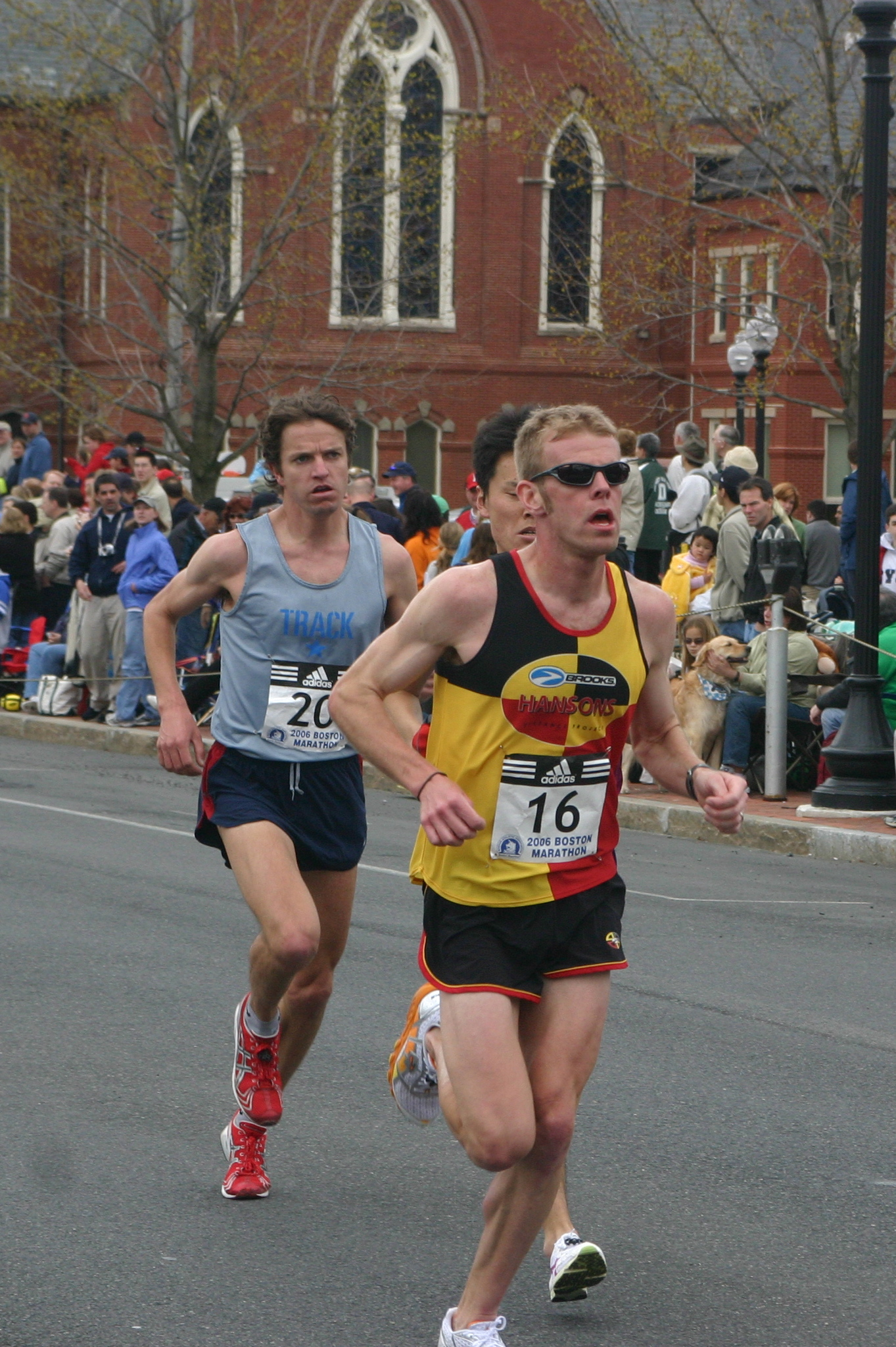
Brian Sell werd vierde.

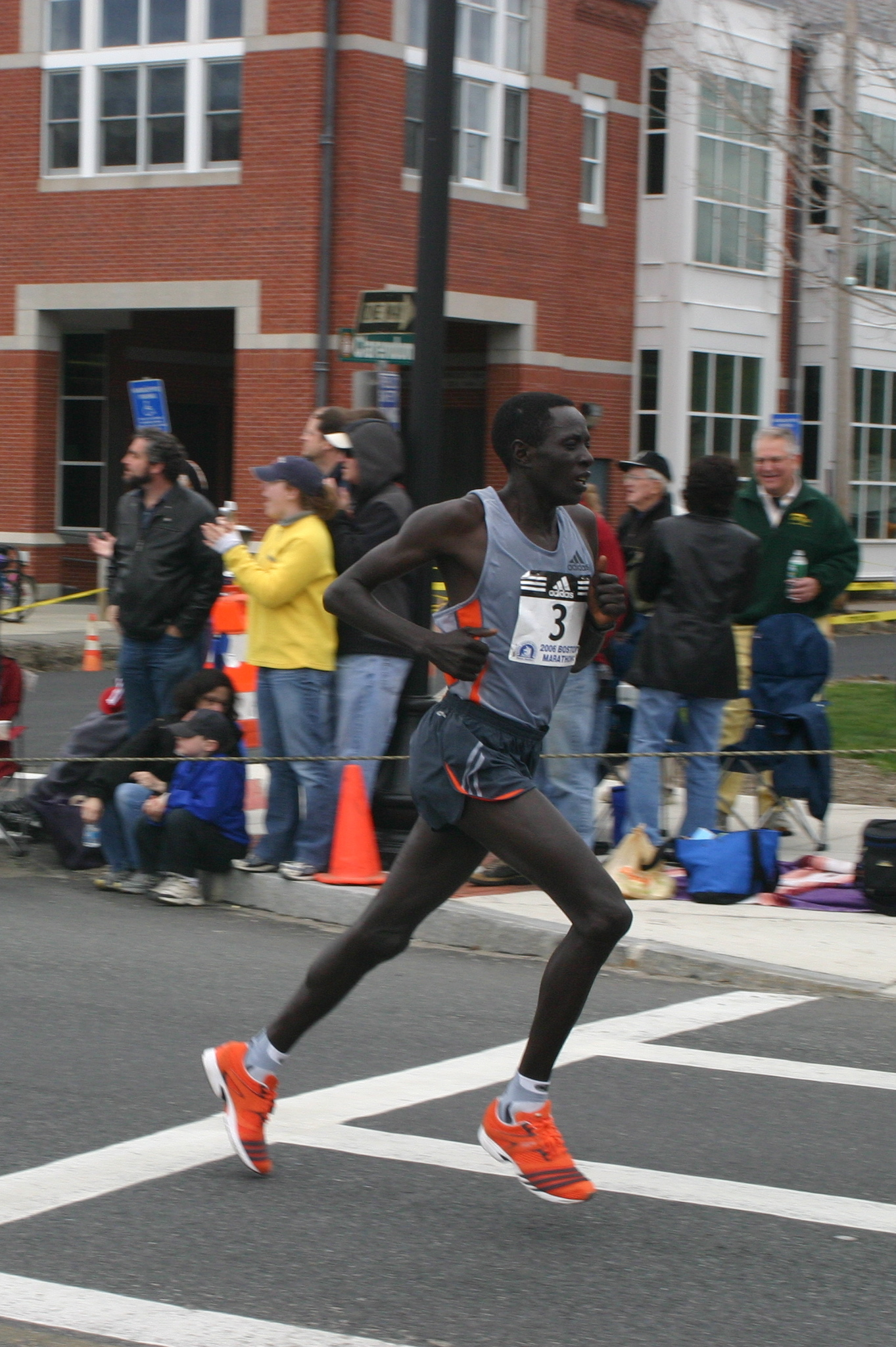
William Kiplagat eindigde op een achtste plaats.

De Boston Marathon 2006 werd gelopen op maandag 17 april 2006. Het was de 110e editie van de Boston Marathon. De Keniaan Robert Kipkoech Cheruiyot kwam als eerste over de streep in 2:07.14. Zijn landgenote Rita Jeptoo won bij de vrouwen in 2:23.38.
In totaal finishten er 19688 marathonlopers waarvan 12.063 mannen en 7625 vrouwen.

## Uitslagen

### Mannen
| rang   | naam                      | land | tijd    |
| ------ | ------------------------- | ---- | ------- |
| Goud   | Robert Kipkoech Cheruiyot | KEN  | 2:07.14 |
| Zilver | Benjamin Maiyo            | KEN  | 2:08.21 |
| Brons  | Meb Keflezighi            | USA  | 2:09.56 |
| 4      | Brian Sell                | USA  | 2:10.55 |
| 5      | Alan Culpepper            | USA  | 2:11.05 |
| 6      | Kenjiro Jitsui            | JPN  | 2:11.32 |
| 7      | Peter Gilmore             | USA  | 2:12.45 |
| 8      | William Kiplagat          | KEN  | 2:13.26 |
| 9      | Wilson Onsare             | KEN  | 2:13.47 |
| 10     | Clint Verran              | USA  | 2:14.12 |
| 11     | Lucas Humphrey            | USA  | 2:15.32 |
| 12     | Timothy Cherigat          | KEN  | 2:16.09 |
| 13     | Julius Rutto              | KEN  | 2:17.02 |
| 14     | Wilson Komen              | KEN  | 2:18.26 |
| 15     | Chad Johnson              | USA  | 2:19.29 |

### Vrouwen
| rang   | naam                 | land | tijd    |
| ------ | -------------------- | ---- | ------- |
| Goud   | Rita Jeptoo          | KEN  | 2:23.38 |
| Zilver | Jeļena Prokopčuka    | LAT  | 2:23.48 |
| Brons  | Reiko Tosa           | JPN  | 2:24.11 |
| 4      | Bruna Genovese       | ITA  | 2:25.28 |
| 5      | Kiyoko Shimahara     | JPN  | 2:26.52 |
| 6      | Alevtina Biktimirova | RUS  | 2:26.58 |
| 7      | Olivera Jevtić       | SRB  | 2:29.38 |
| 8      | Madina Biktagirova   | RUS  | 2:30.06 |
| 9      | Olesya Nurgalieva    | RUS  | 2:30.16 |
| 10     | Živilė Balčiūnaitė   | LTU  | 2:32.16 |
| 11     | Chika Horie          | JPN  | 2:34.40 |
| 12     | Tatyana Titova       | RUS  | 2:36.57 |
| 13     | Emily LeVan          | USA  | 2:37.01 |
| 14     | Kutre Dulecha        | ETH  | 2:37.08 |
| 15     | Svetlana Demidenko   | RUS  | 2:39.53 |

1897 ·
1898 ·
1899 ·
1900 ·
1901 ·
1902 ·
1903 ·
1904 ·
1905 ·
1906 ·
1907 ·
1908 ·
1909 ·
1910 ·
1911 ·
1912 ·
1913 ·
1914 ·
1915 ·
1916 ·
1917 ·
1918 ·
1919 ·
1920 ·
1921 ·
1922 ·
1923 ·
1924 ·
1925 ·
1926 ·
1927 ·
1928 ·
1929 ·
1930 ·
1931 ·
1932 ·
1933 ·
1934 ·
1935 ·
1936 ·
1937 ·
1938 ·
1939 ·
1940 ·
1941 ·
1942 ·
1943 ·
1944 ·
1945 ·
1946 ·
1947 ·
1948 ·
1949 ·
1950 ·
1951 ·
1952 ·
1953 ·
1954 ·
1955 ·
1956 ·
1957 ·
1958 ·
1959 ·
1960 ·
1961 ·
1962 ·
1963 ·
1964 ·
1965 ·
1966 ·
1967 ·
1968 ·
1969 ·
1970 ·
1971 ·
1972 ·
1973 ·
1974 ·
1975 ·
1976 ·
1977 ·
1978 ·
1979 ·
1980 ·
1981 ·
1982 ·
1983 ·
1984 ·
1985 ·
1986 ·
1987 ·
1988 ·
1989 ·
1990 ·
1991 ·
1992 ·
1993 ·
1994 ·
1995 ·
1996 ·
1997 ·
1998 ·
1999 ·
2000 ·
2001 ·
2002 ·
2003 ·
2004 ·
2005 ·
2006 ·
2007 ·
2008 ·
2009 ·
2010 ·
2011 ·
2012 ·
2013 ·
2014 ·
2015 ·
2016 ·
2017 ·
2018 ·
2019 ·
2020 ·
2021 ·
2022